# Пояна (Мехедінць)
Пояна (рум. Poiana) — село у повіті Мехедінць в Румунії. Входить до складу комуни Кезенешть.
Село розташоване на відстані 248 км на захід від Бухареста, 25 км на схід від Дробета-Турну-Северина, 77 км на північний захід від Крайови.

## Населення
За даними перепису населення 2002 року у селі проживали 208 осіб, усі — румуни. Усі жителі села рідною мовою назвали румунську.